# 拉特瓦伊達 (金迪奧省)
拉特瓦伊達是哥倫比亞的城鎮，位於該國西部，由金迪奧省負責管轄，距離首府亞美尼亞城17公里，始建於1916年8月14日，面積89平方公里，海拔高度1,190米，2005年人口32,748。

## 外部連結
- La Tebaida - Edén Tropical del Quindío （页面存档备份，存于）.  Official web page of the city council (in Spanish).

4°27′N 75°48′W / 4.450°N 75.800°W